# 2016년 K리그 승강 플레이오프
K리그 승강 플레이오프 2016은 4번째 승강 플레이오프이다.

## 경기 방식
- 1, 2차전 합계 양팀의 득점이 같은 경우 원정 다득점 방식을 적용하며, 그래도 동점일 경우 연장전과 승부차기를 실시한다.

## 진출 클럽 및 결과
| 클럽    | 자격                     | 결과              |
| ------- | ------------------------ | ----------------- |
| 성남 FC | 2016년 K리그 클래식 11위 | K리그 챌린지 강등 |
| 강원 FC | 2016년 K리그 챌린지 3위  | K리그 클래식 승격 |

## 경기 결과

### 1차전
| 강원 FC | 0 – 0  | 성남 FC |
| ------- | ------ | ------- |
|         | 리포트 |         |

### 2차전
| 성남 FC    | 1 – 1 | 강원 FC    |
| ---------- | ----- | ---------- |
| 황진성 77′ |       | 한석종 43′ |

## 세르징요의 부정 출전 논란
브라질의 축구 선수 세르징요는 자신이 시리아계 브라질인이라 시리아 정부에 국적취득을 신청해 국적을 취득했다며 아시아쿼터로 강원 FC에 등록하였다.
성남 FC는 경기 종료 직후 세르징요의 출전자격에 대해 문의 공문을 발송하였다. 세르징요의 시리아 여권이 위조된 사실은 2017년에 가서야 밝혀진다.
성남 FC 측은 2차전 결과를 강원의 3 – 0 몰수패로 정정해야 된다고 주장하고 있다. 서울중앙지방법원에 민사조정을 제기했고 2017년 9월 6일 3 – 0 정정 권고가 나왔으나 한국프로축구연맹이 이에 불복해 재판이 진행 중이다.
본 소송에서는 성남 FC가 패소하였다.

## 같이 보기
- 2016년 K리그1
- 2016년 K리그2